# Pseudoselago gracilis
Pseudoselago gracilis är en flenörtsväxtart som beskrevs av O.M. Hilliard. Pseudoselago gracilis ingår i släktet Pseudoselago och familjen flenörtsväxter. Inga underarter finns listade i Catalogue of Life.